# 元件細分化接取
元件細分化接取（英語：Unbundled access）是1996年美國電信法的重要措施，既有地方電信業者（incumbent local exchange carriers，ILEC）必須提供互相競爭的電信業者可以接取地方電信業者個別的網路元件。

## 介紹
1996年美國電信法提供三個方式讓相關公司可以進入新的電信市場中，包含
「以設備為基礎的進入」（facilities-based）、「以轉售為基礎的進入」（resale-based）、「元件細分化接取的進入」（unbundled access based）。元件細分化接取的定義為：「在252條的規定中，於元件細分基礎上有責任去提供、去要求電信業者給予電信服務、非歧視接取網路元件，並且在技術可行下，費率、條款、條件上要保持公平、合理、非歧視性。」既有地方電信業者應該提供元件細分的網路元件讓其他的競爭業者可以合併一些元件以利提供電信服務。.

## 影響
這個措施讓已經擁有客戶、相關建置、維護人員、付款流程的相關公司，如有線電視、無線網路業者，以及電力、瓦斯公共事業業者，去租賃其沒有的網路元件（如音訊交換器、電力提供系統等）以完備其地方的電話系統。由此看來，1996年電信法命令傳統垂直階層的電信產業分割數個部分，也就是元件細分網路元件（Unbundled Network Elements，UNE），已讓新進業者能夠選擇他們有需要的部分，提供地方電信服務。.